# 8-я гвардейская общевойсковая армия (Россия)
8-я гвардейская общевойсковая армия (сокр. 8 ОА) — оперативное объединение Вооружённых сил Российской Федерации (с 2017) в составе Южного военного округа.
8-я гвардейская общевойсковая армия находится в составе Южного военного округа ВС России. Управление располагается в г. Новочеркасск Ростовской области.

## История
Управление армии сформировано в 2017 году. Объединение вошло в состав Южного военного округа. Штаб армии расположен в Новочеркасске.
Впервые о планах создания армии сообщил начальник Генерального штаба Вооружённых Сил РФ генерал армии Валерий Герасимов в сентябре 2016 года. Первый этап формирования объединения завершён летом 2017 года. В ходе него созданы штаб и управление армии.
Первым командующим армией в марте 2017 года назначен генерал-лейтенант Сергей Кузовлёв, 5 июля 2017 года, закрытым указом Президента РФ назначены высшие офицеры управления армии. Начальником штаба — первым заместителем командующего назначен генерал-майор Олег Цеков, заместителями командующего назначены: генерал-майор Константин Касторнов, генерал-майор Игорь Красин, генерал-майор Андрей Сычевой, генерал-майор Александр Худяков и полковник Виталий Шелепеев. Все офицеры имеют большой боевой опыт.
В задачи объединения входит обеспечение безопасности России на юго-западном стратегическом направлении, в частности — на границе с Украиной. Дислокация частей армии — Ростовская и Волгоградская области.
В состав армии включена сформированная в 2016—2019 гг. 150-я мотострелковая Идрицко-Берлинская ордена Кутузова дивизия.
Боевая подготовка частей армии начата с июня 2017 года, в сентябре 2017 года управление формируемой армии приняло участие в первых стратегических командно-штабных учениях.

### Российско-украинская война
Армия приняла участие во вторжении на Украину. 16 апреля 2022 года был похоронен заместитель командующего 8-й армии генерал-майор Владимир Фролов, который погиб в войне с Украиной. 5 июня погиб заместитель командующего генерал-майор Роман Кутузов.
5 августа 2024 года Указом президента Российской Федерации армии присвоено почётное наименование «гвардейская» за массовый героизм и отвагу, стойкость и мужество проявленные личным составом армии в боевых действиях по защите Отечества и государственных интересов в условиях вооружённых конфликтов.
30 июня 2025 года ВСУ с помощью ракет "Storm Shadow" атаковали командный пункт 8-й армии в оккупированном Донецке, в результате чего был убит и.о. командующего полковник Руслан Горячкин и еще несколько штабных офицеров.

## Состав

### 2024 год
- Управление (Новочеркасск), в/ч 33744;
- 20-я гвардейская мотострелковая Прикарпатско-Берлинская Краснознамённая, ордена Суворова дивизия (г. Волгоград, г. Камышин)[13]
- 150-я гвардейская мотострелковая Идрицко-Берлинская ордена Кутузова дивизия, в/ч 22179 (г. Новочеркасск)[1]
- 238-я гвардейская артиллерийская бригада[14] (г. Кореновск)
- 47-я ракетная бригада, в/ч 33166 (ст. Дядьковская)
- 78-я гвардейская зенитная ракетная бригада (Ростовская область)[15][16]
- 133-я бригада управления (Новочеркасск), в/ч 31955;
- 33-й гвардейский орденов Красной Звезды, Александра Невского, Кутузова III степени[17] инженерно-сапёрный полк (г. Волгоград)[18]
- 39-й полк радиационной, химической и биологической защиты, в/ч 16390 (п. Октябрьский)

## Командующие
- Кузовлев Сергей Юрьевич, гвардии генерал-лейтенант (март 2017 — февраль 2019)[19]
- Сычевой, Андрей Иванович, гвардии генерал-лейтенант (февраль 2019 — ноябрь 2021)[20]
- Мордвичёв, Андрей Николаевич, гвардии генерал-полковник (ноябрь 2021 — февраль 2023)
- Анашкин, Геннадий Владимирович, гвардии генерал-полковник (февраль(?) 2023 — май 2024)[21]
- Руслан Горячкин, гвардии полковник. Врио командующего армии в мае-июне 2025 года.